# Albidiferax
Albidiferax es un género de  bacteria gramnegativa de la familia Comamonadaceae. Actualmente (2022) consta de una sola especie: Albidiferax ferrireducens. Inicialmente se describió como Rhodoferax ferrireducens en el año 2003. Posteriormente, fue reclasificado como un nuevo género en el año 2009, ya que difería en muchas características propias del género Rhodoferax. Su etimología hace referencia a “blanco” y “fértil”, y a "reductor de hierro". Se trata de una bacteria con células ligeramente curvadas, y móvil por flagelo polar. Las células tienen un tamaño de 1 µm de ancho por 3-5 µm de largo. Carece de pigmentos fotosintéticos y es anaerobia facultativa. Forma colonias blancas y lisas. Es una bacteria psicrófila, crece a temperaturas entre 0-35 °C, óptima a 25 °C. Se encuentra en sedimentos marinos cercanos a acuíferos, así como en agua dulce y aguas residuales.
Una de sus características principales es que tiene capacidad para reducir el Fe(III) a Fe(II), y utiliza como donador de electrones el acetato, lactato, malato, propionato, piruvato, benzoato y succinato. De esta forma, puede tener un papel importante en la oxidación de materia orgánica y reducción del Fe(III) en sedimentos. Se estudia para su uso en celdas de combustible microbianas, ya que presenta mayor capacidad de generación de electricidad respecto otros microorganismos, y para su posible papel en biorremediación.